# Corquilleroy
Corquilleroy is een gemeente in het Franse departement Loiret (regio Centre-Val de Loire). De plaats maakt deel uit van het arrondissement Montargis. Corquilleroy telde op 1 januari 2022 2.840 inwoners.

## Geografie
De oppervlakte van Corquilleroy bedroeg op 1 januari 2022 13,96 vierkante kilometer; de bevolkingsdichtheid was toen 203,4 inwoners per km².

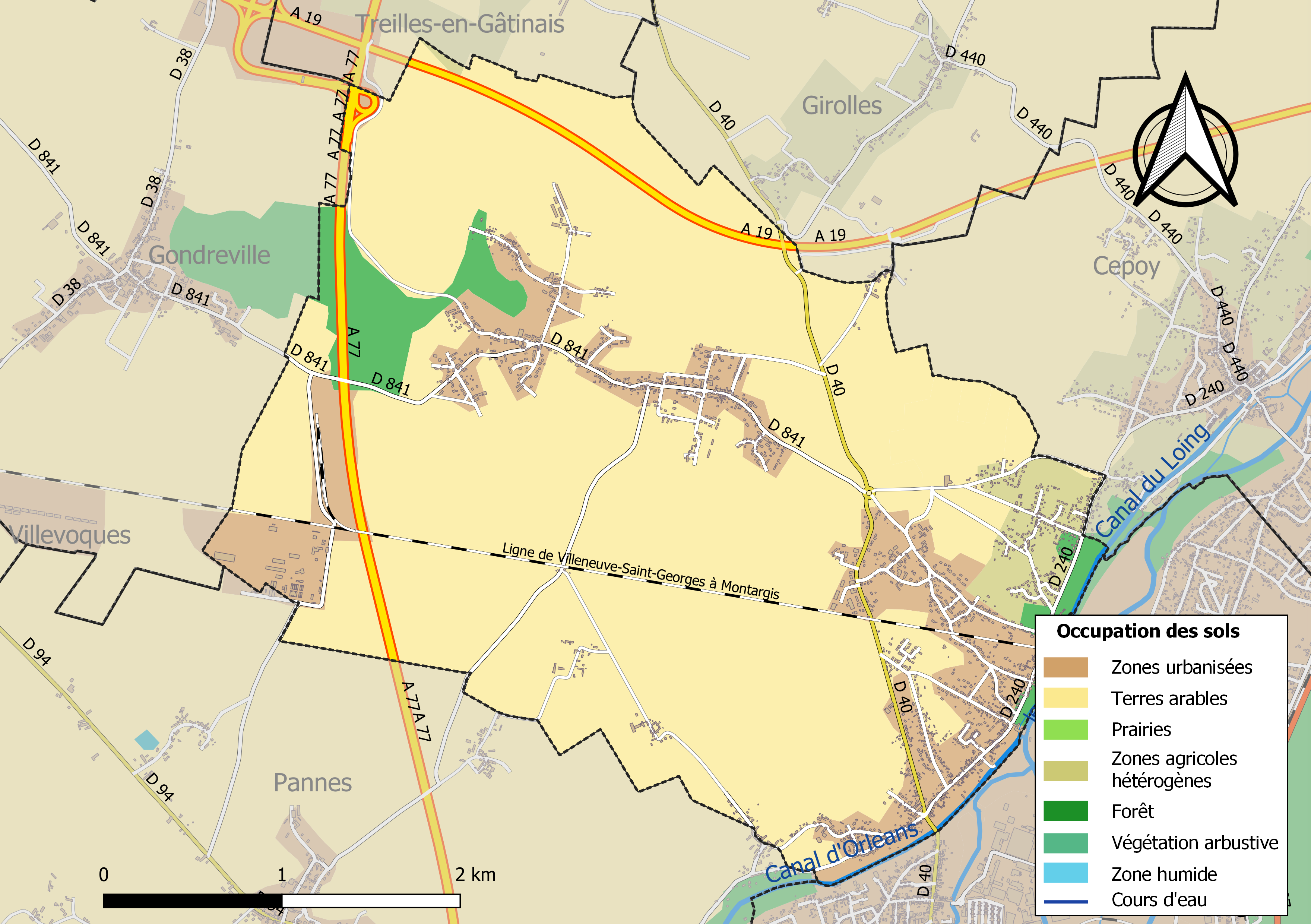
Kaart van de gemeente met de belangrijkste infrastructuur, bodemgebruik en omliggende gemeenten

## Demografie
Onderstaande figuur toont het verloop van het inwonertal (bron: INSEE-tellingen).